# Перл (линейный корабль)
«Перл» (нидерл. Pearl) — парусный линейный корабль Балтийского флота Российской империи, участник Северной войны.

## Описание корабля
Парусный линейный корабль 4 ранга, длина судна по сведениям из различных источников составляла от 36,58 до 36,6 метра, ширина от 11 до 11,3 метра, а осадка от 4,2 до 4,23 метра. Вооружение судна составляли 50 орудий, включавших 12-фунтовые, 6-фунтовые и 3-фунтовые, а экипаж состоял из 350-и человек.

## История службы
Корабль был куплен в 1713 году в Голландии и под именем «Перл» вошёл в состав Балтийского флота России. В июле 1714 года корабль пришёл в Ревель.
Принимал участие в Северной войне. В августе и сентябре 1714 года и в июле и августе следующего года выходил в крейсерские плавания в Финский залив в составе эскадр. В августе 1715 года присоединился к отряду капитан-командора П. П. Бредаля, в составе которого покинул Ревель и взял курс в сторону Голландию для конвоирования купленных там судов. Попав в сильный шторм в проливе Каттегат, потерял все мачты и под фальшивым вооружением сентября (1 октября) 20 пришёл в Копенгаген. С марта по май 1716 года совершал плавание к норвежским берегам и сопроводил в Копенгаген линейный корабль «Ягудиил», который зимовал в шхерах. 19 (30) июля вошёл в состав российского флота, подошедшего к Копенгагену. С 5 (16) по 14 (25) августа находясь в составе четырёх объединённых флотов России, Дании, Голландии и Англии выходил на поиски шведского флота к острову Борнхольм в Балтийском море, а 22 октября (2 ноября) с другими судами русской эскадры вернулся в Ревель.
С 16 (15) июня по 16 (27) июля 1717 года находился к крейсерстве у шведских берегов в составе эскадры генерал-адмирала графа Ф. М. Апраксина, принимал участие в высадке десанта на остров Готланд. 31 июля (11 августа) 1717 года выходил в крейсерские плавания в Балтийское море, при этом во время плавания у Аландских островов была захвачена шведскую шнява «Полукс», а 20 (31) августа суда отряда вернулись в Ревель. В 1718 году во время крейсерства в Балтийском море отрядом, в состав которого входил «Перл», была сожжена шведская шнява и взято в плен 12 судов противника. В 1719 году вновь находился в крейсерском плавании в Балтийском море во главе отряда, при этом 24 мая (4 июня) высаживал на острове Эланд десант, который по причине присутствия вблизи острова судов противника, пришлось снять с берега и вернуться в Ревель. В 1720 и 1721 годах с отрядом выходил в крейсерство к берегам Шведских. C 1722 по 1727 год выходил в практические плавания в Финский залив в составе эскадр. С 1728 по 1733 год находился в Кронштадте и не вооружался.
Во время боевых действий под Данцигом в 1734 году был переоборудован в госпитальное судно, 6 (17) июня пришёл к стоявшему у Данцига флоту и, забрав больных и раненых с судов, к 2 (13) июля вернулся в Крондштадт. Корабль Перл был разобран после 1734 года.

## Командиры корабля
Командирами корабля «Перл» в разное время служили:
- Э. Воган (до июля 1714 года).
- К. Н. Зотов (с июля 1714 года).
- М. Грис (с 1715 года до июля 1716 года).
- И. И. Беринг (с июля 1716 года).
- Я. Фангофт (1717—1721 годы).
- А. Розенгоф (1723 год).
- Я. Шапизо (1724—1725 годы).
- С. В. Лопухин (1726 год).
- Б. Лебядников (1727 год).
- В. А. Мятлев (1728 год).
- К. Прончищев (1734 год).